# قوات تكتيكية (فلم)
قوات تكتيكية (بالإنجليزية: Tactical Force) هو فيلم حركة وكوميديا وجريمة تم انتاجه في كندا وصدر سنة 2011 بطولة ستون كلود ستيف اوستن ومايكل جاي وايت ومايكل شانكس.

## القصة
فريق من الشرطة يتدرب من أجل العمليات الخاصة والغير تقليدية على الإطلاق، ويقومون بتدريبات شاقة وقوية، حيث يجدو أنفسهم قد حوصروا فجأة في معارك بين عصابات مقاتلة، شرسة وعنيفة، في داخل حظائر للحيوانات، مليئة بشكل غريب بالأسلحة اللازمة للقتال، وعليهم فورا الدفاع عن أنفسهم

## وصلات خارجية
- مقالات تستعمل روابط فنية بلا صلة مع ويكي بيانات

قوات تكتيكية على IMDb
قوات تكتيكية على Rotten Tomatos